# Evolution of the Daleks
"Evolution of the Daleks" (KBS 방영 제목: 〈달렉의 진화〉)는 영국의 SF 드라마 《닥터 후》 시즌 3의 다섯번째 에피소드이다. 영국에서는 2007년 4월 28일에 처음 방영되었다. 작가는 헬렌 레이너, 감독은 제임스 스트롱이다. 총 2부작으로 구성된 이야기 중에서 2부에 해당되며, 이전 에피소드인"Daleks in Manhattan"와 이어진다.
1930년 미국 뉴욕시를 배경으로, 스카로 교단의 달렉 섹 (에릭 로렌 분)이 스스로를 실험체로 진행한 달렉의 인간화를 더 널리 실시하여, 달렉을 신종족으로 진화시키려는 음모를 다루고 있다. 영국에서 첫 방영될 당시 BARB 집계 시청률은 697만 명이었으며, 2007년 4월 넷째 주 영국 프로그램 중에서는 최고 시청률을 기록하였다.

## 줄거리

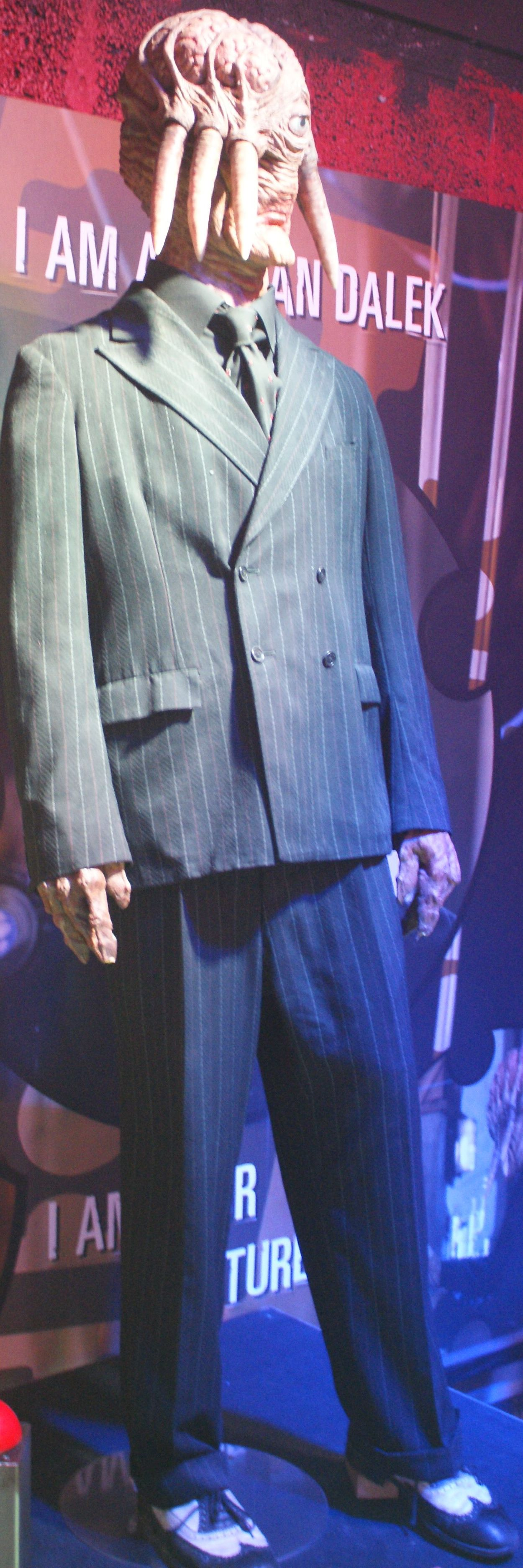
닥터후 익스피리언스 전시관에서 소개된 인간형 달렉

인간형 달렉이라는 혼종의 탄생을 목격한 10대 닥터는 스카로 교단과 대적하고, 마사 존스와 프랭크는 탈출한다. 인간화의 실험 대상이 된 달렉 섹은 사람으로서의 감정을 느끼기 시작하고, 그 모습에 거부감을 느낀 스카로 교단의 나머지 구성원인 달렉 칸과 달렉 자스트는 그를 불신임할 것인지를 논하며, 지휘권을 넘겨받아야 할 수도 있겠다는 생각을 내비친다. 닥터와 마사는 후버빌로 돌아오는데 이미 달렉들의 공격을 받고 있었다. 일찍이 돼지 노예들에게 잡혀갔던 솔로몬은 이미 죽어 있었지만, 달렉 섹은 그를 어떻게든 산 채로 데려오라는 명령을 내린다.
엠파이어 스테이트 빌딩의 달렉 실험실로 간 닥터는, 달렉들이 자신들의 DNA를 인간의 것과 합쳐 만든 혼종을 양산하려는 계획을 꾸미고 있다는 것을 알게 된다. 1930년대 기술로 이 계획을 실시하려면 더 큰 전력이 필요했기에, 달렉들은 태양 플레어에서 나오는 감마선을 쓰기로 마음먹고 있었다. 닥터는 달렉들에게 납치된 인간들이 이미 뇌사 상태이고 어떤 방법으로든 살려낼 수 없다는 사실을 깨닫고는 달렉의 계획에 동조하기로 약속한다. 그리고 새로운 혼종들과 달렉들을 타디스에 태워 새로운 행성에 정착하게 해주겠다는 제안을 하고, 달렉 섹도 동의한다. 그때 달렉 칸, 자스트, 테이가 반란을 일으켜 달렉 섹을 묶어두고 반역자임을 선언한다. 그런 뒤 달렉들은 인간의 DNA를 달렉 DNA로 되돌려 놓기로 결정한다. 닥터는 때마침 빌딩으로 잠입한 마사와 다시 만나고, 달렉의 계획을 막기 위해 탈룰라, 프랭크와 함께 빌딩 도면을 분석하기 시작한다. 마사는 전력차단을 위해서는 빌딩 첨탑에 달린 달렉카니움 패널을 제거해 줘야 한다고 말하고, 안테나 위로 올라간 닥터는 패널을 떼다가 소닉 스크류드라이버를 떨어뜨리고 만다. 닥터가 매달린 그대로 감마선 전력이 첨탑을 타고 빌딩으로 내려오면서, 혼종을 배양하는 기기가 가동되어 혼종들이 깨어난다.
닥터는 하수도를 타고 인간형 달렉 군단을 따돌려 극장으로 돌아온다. 극장에서 닥터는 달렉 테이와 자스트에게 달렉 섹의 의견을 들어보고 함께 힘을 합치게 도와달라고 애원한다. 그러나 두 달렉은 거절하고, 닥터에게 살인 광선을 쏘는 순간 달렉 섹이 그 사이에 끼어들어와 자신을 희생하여 닥터를 살린다. 달렉들은 군단에게 닥터를 죽일 것을 명령하지만, 인간형 달렉들은 교단의 명령에 반항한다. 알고 보니 감마선이 첨탑을 직격했을 때 닥터도 매달려 있던 바람에 타임 로드의 DNA 일부가 인간의 형상으로 전이된 것이었다. 인간형 달렉 군단은 테이와 자스트에게 총구를 돌려 그들을 죽인다. 달렉 칸은 나머지 군단을 몰살하기 위해 자멸 시퀀스를 가동한다. 집단학살 행위에 질린 닥터는 달렉 실험실로 가서 칸과 대적하지만, 칸은 다시 한번 긴급 시간이동으로 탈출해버리고 만다.